# Enter (álbum de Within Temptation)
Enter es el primer álbum de estudio de la banda de metal sinfónico neerlandesa Within Temptation grabado en 1996. El año anterior habían editado una demo en casete con el mismo título y 4 de las canciones que contendría Enter, pero interpretadas de diferente forma.[cita requerida]Con este CD empezaron su ahora larga carrera musical. Este CD sólo tuvo éxito en los Países Bajos y tiene como importancia que fue su comienzo y el tipo de música que utilizaron para su segundo álbum "Mother Earth", aunque de menor potencia. Este CD sólo contiene ocho canciones (aunque de larga duración) a diferencia de los demás, que contienen once, sin contar los bonus tracks de las ediciones premium y limitadas.

## Lista de canciones
1. "Restless" 6:08
2. "Enter" 7:14
3. "Pearls of Light" 5:14
4. "Deep Within" 4:30
5. "Gatekeeper" 6:43
6. "Grace" 5:09
7. "Blooded" 3:37 compuesta en 1990
8. "Candles" 7:06